# München Hauptbahnhof
München Hauptbahnhof (München Hbf) – główna stacja kolejowa w Monachium, w południowych Niemczech.
Jeden z największych dworców kolejowych w Niemczech. Obsługuje dziennie około 413 tys. pasażerów.

## Lokalizacja[2]
Stacja znajduje się na zachód od centrum Monachium, na północy dzielnicy Ludwigsvorstadt-Isarvorstadt. Z głównego wejścia we wschodniej części dworca można dotrzeć do Karlsplatz (Stachus) przez Prielmayerstraße lub Bayerstraße. Na placu dworcowym przed głównym wejściem znajdują się przystanki kilku linii tramwajowych.
Od północy stacja graniczy z Arnulfstraße, od zachodu Paul-Heyse-Straße przechodzi pod stacją przez tunel mniej więcej na końcu peronów. Od południa Bayerstraße graniczy z terenem dworca. Obszar stacji rozciąga się dalej na zachód i kończy się przy moście Friedenheimera. Na terenie dworca krzyżują się również tory Hackerbrücke i Donnersbergerbrücke.